# Sciare di Roccazzo della Bandiera
Sciare di Roccazzo della Bandiera este o arie protejată (arie specială de conservare — SAC, sit de importanță comunitară — SCI, arie de protecție specială avifaunistică — SPA) din Italia întinsă pe o suprafață de 2.760 ha, integral pe uscat.

## Localizare
Centrul sitului Sciare di Roccazzo della Bandiera este situat la coordonatele 37°46′09″N 14°53′37″E / 37.769167°N 14.893611°E.

## Înființare
Situl Sciare di Roccazzo della Bandiera a fost declarat sit de importanță comunitară în septembrie 1995 pentru a proteja 1 specie de plante și 8 specii de animale. Alte tipuri de protecție:
- arie de protecție specială avifaunistică (în decembrie 1998)[3]
- arie specială de conservare (în martie 2017)[2][4][5]

## Biodiversitate
Situată în ecoregiunea mediteraneană, aria protejată conține 8 habitate naturale: Câmpuri de lavă și excavații naturale, Lande oro-mediteraneene cu formațiuni endemice de grozamă, Pseudostepă cu ierburi și specii anuale de Thero-Brachypodietea, Păduri de fag din Apenini cu Taxus și Ilex, Păduri de Quercus ilex și Quercus rotundifolia, Păduri de stejar alb estice, Pante stâncoase silicioase cu vegetație casmofită, Păduri de pin (sub-) mediteraneene cu pini negri endemici.
La baza desemnării sitului se află mai multe specii protejate:
- plante (1): Ophrys lunulata
- păsări (8): Alectoris graeca whitakeri, acvilă de munte (Aquila chrysaetos), caprimulg (Caprimulgus europaeus), erete de stuf (Circus aeruginosus), șoim călător (Falco peregrinus), ciocârlie de pădure (Lullula arborea), gaia neagră (Milvus migrans), viespar (Pernis apivorus)

Pe lângă speciile protejate, pe teritoriul sitului au mai fost identificate 9 specii de plante, 3 specii de păsări, 1 specie de amfibieni, 3 specii de mamifere, 24 de specii de nevertebrate, 8 specii de reptile.